# Nguyễn Mậu Tuyên
Nguyễn Mậu Tuyên (1518-1599) là công thần giúp nhà Lê trung hưng trong lịch sử Việt Nam.

## Thân thế
Nguyễn Mậu Tuyên người làng Thịnh Mỹ, huyện Lôi Dương, Thanh Hóa. Ông là dòng dõi Nguyễn Nhữ Lãm, công thần khai quốc nhà Hậu Lê. Cha ông là Nguyễn Trinh. Nguyễn Mậu Tuyên được đánh giá là người đủ tài đức, có học vấn.

## Phù Lê diệt Mạc
Nguyễn Mậu Tuyên lớn lên khi Mạc Đăng Dung cướp ngôi nhà Lê (1527). Năm 1533, Nguyễn Kim lập Lê Trang Tông lên ngôi chống lại nhà Mạc. Năm 1545, Nguyễn Kim chết, con rể là Trịnh Kiểm lên thay. Thời Lê Trung Tông (1548-1556), Nguyễn Mậu Tuyên tìm đến gặp Trịnh Kiểm xin theo giúp.
Trịnh Kiểm dùng Mậu Tuyên làm tham mưu. Ông giúp Trịnh Kiểm bày kế trong màn trướng, lập nhiều công lao. Sang thời Lê Anh Tông (1557-1572), ông được phong làm Hữu thị lang bộ Lại, tước Nhân Nghĩa bá; sau đó lại đổi làm Hữu thị lang bộ Binh, Tường Lân bá.
Năm 1570, Trịnh Kiểm mất, hai con là Trịnh Cối và Trịnh Tùng tranh quyền. Nguyễn Mậu Tuyên đi theo Trịnh Tùng. Trịnh Cối yếu thế chạy sang hàng nhà Mạc. Ông tiếp tục làm tham mưu cho Trịnh Tùng chống nhà Mạc. Nhờ có công lao, ông được thăng tước hầu.
Năm 1573 đời Lê Thế Tông (1573-1599), Nguyễn Mậu Tuyên được đổi sang làm Đô ngự sử. Năm 1580 ông được phong làm Thượng thư bộ Công. Năm 1582, ông được điều sang làm Thượng thư bộ Hộ.

## Thời bình
Năm 1593, Trịnh Tùng diệt nhà Mạc, rước Lê Thế Tông ra Thăng Long. Nguyễn Mậu Tuyên theo vua Lê ra bắc, được phong làm Thượng thư bộ Lại, tước Minh nghĩa hưng phụ công thần.
Kinh thành Thăng Long mới khôi phục từ tay nhà Mạc còn nhiều việc rối ren. Nguyễn Mậu Tuyên lãnh trách nhiệm làm Tể tướng điều hành tốt việc triều chính, được triều đình tin cậy.
Năm 1595, nhà Lê trung hưng mở khoa thi Hội, dùng ông làm chủ khảo lấy các học trò thi đỗ. Ông đã lấy Nguyễn Thực đỗ đầu, về sau Nguyễn Thực cũng trở thành Tể tướng giỏi của nhà Lê trung hưng.
Nguyễn Mậu Tuyên lựa chọn được nhiều người giỏi cho triều đình, được mọi người khen ngợi.
Năm 1596, ông được thăng làm Thiếu phó, tước Quỳnh quận công.
Năm 1599, Nguyễn Mậu Tuyên qua đời, thọ 82 tuổi. Triều đình truy tặng ông chức Thiếu sư, thụy là Trung Cần.

## Nhận định
Sử gia Phan Huy Chú đánh giá về Nguyễn Mậu Tuyên như sau:
Ông có học vấn rộng rãi, chín chắn, phẩm hạnh thuần hậu. Làm quan 40 năm, hết lòng với hoàng gia. Ông giữ tiết kiên trinh, trải gian nan giúp nên bình định, dựng nên công lao sự nghiệp tốt đẹp. Về sau giữ chức Tể tướng, là bậc nguyên lão cầm quyền, làm khuôn phép cho trăm quan, đứng đầu danh thần thời Lê trung hưng